# Balaj
Balaj (grško: Βαλλαῖος [Ballaios], latinsko: Ballaeus), kralj ilirskega Ardijejskega kraljestva, ki je vladal približno od leta 167 - 135 pr. n. št.  ali približno od leta 195 - 175 pr. n. št.. Datuma rojstva in smrti nista poznana.
Antični pisci Balaja  ne omenjajo. Da je bil močan in vpliven vladar priča obilje njegovih kovancev, ki so jih našli na obeh obalah Jadranskega morja. 
Srebrni kovanci so bolj redki, večje število bronastih kovancev brez njegovega kraljevskega naslova pa so našli na Hvaru in v Risanu. Na nekaterih serijah kovancev je tudi kraljev naslov. Balajeve kovance so v regiji masovno ponarejali, včasih tako grobo, da so neprepoznavni.
Balaj je vladal iz močnega in dobro utrjenega Rizona v Boki Kotorski. Obdobje njegovega vladanja je precej sporno. Izgleda, da je vladal po Gencijevem porazu v tretji ilirski vojni leta 168 pr. n. št..

## Identifikacija
Balaja ne omenja noben antični pisec niti v času, ko je živel, niti kasneje. Da je bil kralj, dokazujejo samo kovanci z njegovo podobo in imenom. Polibij in Livij bi ga v svojih zapisih brez dvoma imenovala  "ilirski kralj", sodobni zgodovinarji pa ga obravnavajo kot ilirskega vladarja, ki je dokumentiran samo na njegovih kovancih, čeprav o njegovem obstoju ni nobenih pisnih in zgodovinskih dokazov. Zanimivo je, da so kovanci dobro poznanega ilirskega kralja Gencija v primerjavi z Balajevimi kovanci redki.
Po mnenju večine sodobnih strokovnjakov je prišel Balaj na ilirski prestol za Gencijem po letu 168 pr. n. št. Lahko bi bil povezan z rimskim vojnim pohodom proti Dalmatom leta 156 pr. n. št. in morda je v njem celo sodeloval. Izgleda, da je bil po letu 168 pr. n. št. v sporu s Hvarom ali ilirsko vladarsko dinastijo. Potrditev teh predpostavk poskušajo zgodovinarji najti v Livijevih pripovedih o tretji ilirski vojni.  Livij omenja, da je Gencij po svojem porazu poslal dva ugledna plemenska poglavarja v Rim na pogajanja z Anicijem Galom.  Omenjena pogajalca sta se imenovala Tevtik (Teuticus) in Bel (Bellus), zato zgodovinar Hasan Ceka domneva, da je ime Bel morda napačen prepis imena Blaj (Bllaios). Cekovo razlago je sprejelo veliko zgodovinarjev, čeprav je z jezikovnega vidika zelo sporna. Trditev ne bi vzdržala, tudi če bi se odposlanec imenoval Balaj (Ballaios), ker so Rimljani na ozemlju uničenega Ardijejskega kraljestva ustanovili tri upravne regije, v katerih ni bilo prostora za nobenega kralja.
Giovanni Gorini predpostavlja, da je Balaj vladal od leta 195 do 175 pr. n. št.. Njegova predpostavka temelji na dejstvu, da v zgodovinskih virih ni omenjen noben Pinejev potomec ali naslednik, zato bi lahko bil Balaj teoretični neposredni Pinejev naslednik. 
Natančnega datuma začetka njegovega vladanja ni mogoče ugotoviti, numizmatični dokazi pa kažejo, da je vladal približno na prelomu stoletja. Najverjetneje je bil sodobnik Plevrata III. ali Gencija. Proti trditvi, da je vladal po letu 168 pr. n. št., govorijo tehtni dokazi. Ilirija je bila takrat razdeljena na tri dele, poleg tega pa je moral Balaj umreti vsaj nekaj časa pred Gencijevim padcem, ker je Gencij posedoval Rizon vse do svojega poraza. Prebivalci Rizona so bili zato, ker so zapustili Gencija, z rimske strani nagrajeni z imuniteto že v času, ko je bil še na oblasti. Zakaj se Balaj ne pojavlja v zgodovinskih virih bi lahko pojasnili z dejstvom, da njegov politični pomen in vpliv ni bil tako velik kot Plevratov ali Gencijev. Gencij in Balaj sta morda pomenila dva različna centra moči, po porazu Ardijejskega kraljestva leta 168 pr. n . št. pa v novonastalih političnih tvorbah ni bilo prostora niti za kralja niti za kakšnega lokalnega vladarja.